# Regista

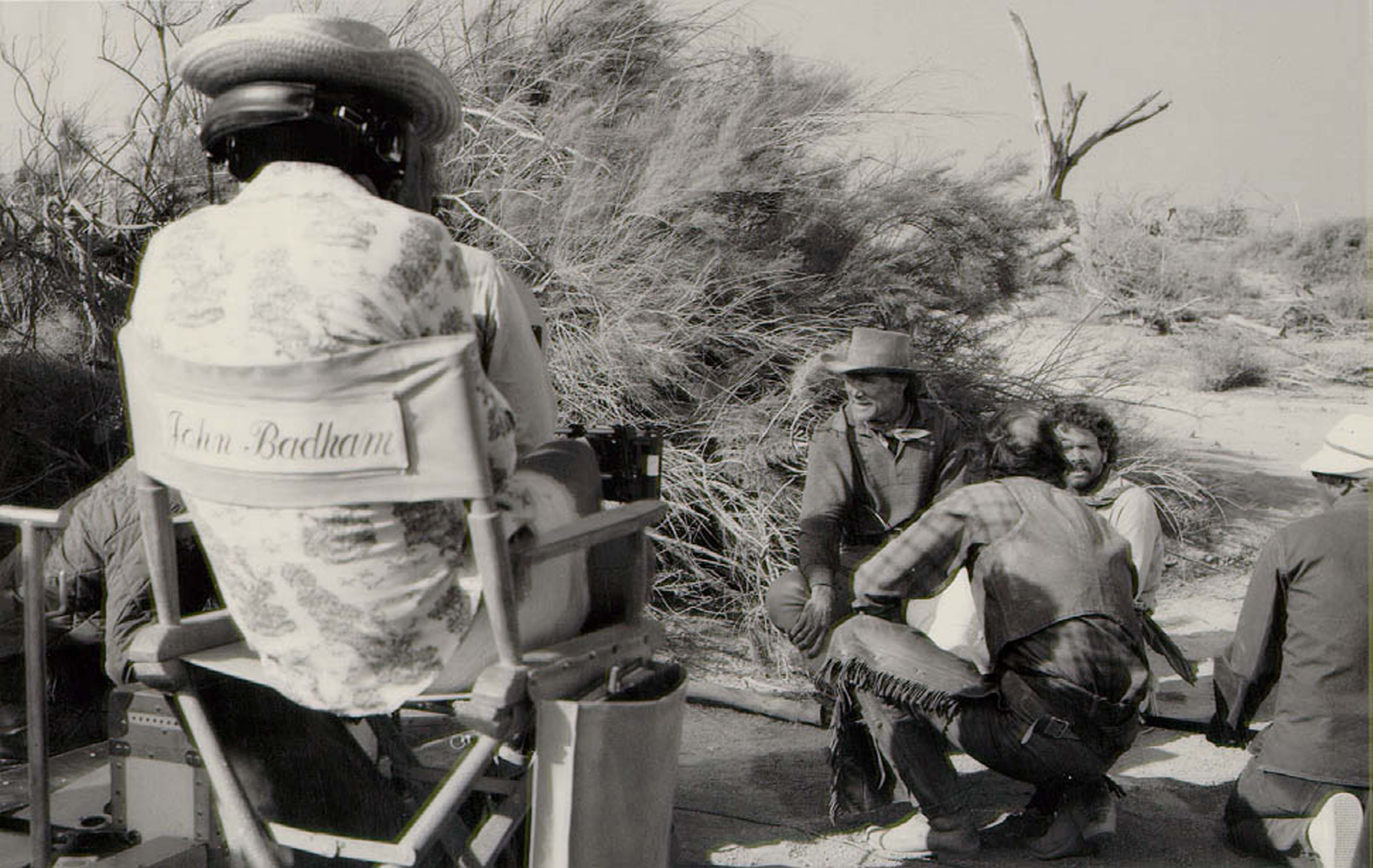
Il regista John Badham mentre prepara una scena da girare

Il regista è il responsabile artistico e tecnico di un'opera audiovisiva, che può essere cinematografica, televisiva, teatrale oppure un videoclip musicale, un film industriale o un documentario. Dirige gli attori, coordina il set, controlla il lavoro dei collaboratori, imposta e dirige le riprese e le inquadrature: è sovente considerato il vero e proprio autore di un film.
Si distinguono i seguenti tipi di addetti alla regia:
- Regista cinematografico
- Regista teatrale
- Regista televisivo
- Regista videoludico
- Regista radiofonico
- Regista documentaristico